# Conrad Linker
Conrad Linker (auch Lincker, Lyncker oder Lüncker;) (* 19. Mai 1572 in Schotten im Vogelsbergkreis; † 20. Mai 1657 in Grünberg im Landkreis Gießen) war Stadtschultheiß und Bürgermeister in Marburg.

## Leben
Conrad Linker war der Sohn des Schottener Predigers Wolfgang Lüncker.
Am 5. Dezember 1612 heiratete er Catharina Dorstenius, mit der er die Kinder Margarethe (1613–1617), Johann (1615, Generalfeldmarschall), Anna Elisabeth (1617–1682, ⚭ Siegfried Melchior), Margarethe (1619–?), Burckhardt (1621–1702, Vogt des Deutschen Ordens) und Conrad Theodor (1622–1660, Mediziner) hatte.
Im Jahre 1612 wurde er Stadtschultheiß in Marburg und zwei Jahre darauf auch Schöffe. In der Marburger Stadtverwaltung bekleidete er die Ämter des Oberkämmerers und des Oberbaumeisters.
In den Jahren 1618, 1621, 1631 und 1632 war er der Bürgermeister der Stadt Marburg.